# Malcolm Brannen
Malcolm Dodge Brannen (Athol (Massachusetts), 14 oktober 1910 - New York, 10 maart 1999) was een luitenant-kolonel in het Amerikaanse leger. Hij werd bekend vanwege het feit dat hij de eerste Duitse generaal (Wilhelm Falley) tijdens Operatie Overlord om het leven bracht tijdens Mission Boston.
Na de oorlog werd hij manager van de ziekenhuiswinkel in het ziekenhuis van Greenville.

## Onderscheidingen
- Senior Parachutist Badge
- Bronze Star Medal
- Purple Heart (2)[2][3]
- European-African-Middle-Eastern Campaign medals met 4 bronzen sterren[3]
- American Campaign Medal[3]
- World War II Victory Medal[3]
- American Campaign for Germany en Japan[3]
- National Defense Service met drie bronzen sterren[3]
- United Nations Service Medal[3]
- Ridder der vierde klasse in de Militaire Willems-Orde[3]
- Oorlogskruis[3]
- Croix de Guerre 1939-1945[3] met zilveren ster[2]
- Koreaanse Oorlogsmedaille[3]
- Belgische Fourragere[3]
- Franse - Fourragere[3]
- Overseas Service Bars (6)[3]
- Combat Infantry Badge[3]